# Juan Manuel Guilera
Juan Manuel Guilera (né à Buenos Aires, en Argentine le 6 avril 1986) est un acteur et un chanteur argentin. Il est notamment connu au travers de la série télévisée argentine De tout mon cœur (Patito Feo), où il interprète le rôle de Gil.
Juan Manuel Guilera a deux sœurs, Soledad et Camila, et un frère, Martin. Il est reconnu pour la façon charismatique et passionnée dont il a embrassé sa carrière d'acteur.

## Filmographie

### Télévision
- 2003 : Rebelde Way : Juan
- 2006 : El Refugio : Agustin
- 2007-2008 : De tout mon cœur : Gonzalo Molina
- 2009-2010 : Niní : Martin
- 2010 : Para vestir santos : Rodriguez (participation spéciale)
- 2011 : Un Año para Recordar : Guille

### Cinéma
- 2004 : Papá se volvió loco (Papa est devenu fou)
- 2005 : Gris (court-métrage)
- 2006 : La llave (La Clé, court-métrage)
- 2020 : Intuition (La corazonada) d'Alejandro Montiel : Fito Lagos

## Au théâtre et dans des comédies musicales
- Teatro Gran Rex : show Musical RWAY (2003)
- Israel Tour 2004:  show Musical RWAY (2004)
- Œuvre de théâtre pour les enfants - Margaritas (2006)
- Show au Planetario, présentation du programme De tout mon cœur (Patito Feo, 2007)
- Show au bénéfice de l'hôpital Ricardo Gutierrez - Patito Feo (2007)
- 2 Shows à River (2007)
- Présentation à Showmatch de Patito Feo (2007)
- Saison théâtrale au Gran Rex (Patito Feo) La historia mas linda (2007)
- Tournée internationale Patito Feo (2008/2009)
- Présentation en el Gran Rex - Patito Feo La Vida es una Fiesta (2009)
- Niní, Arriba las ilusiones - Présentation du CD à Susana Gimenez (2009)
- Niní : La Busqueda - Tournée à Mar del Plata, Rosario et Cordoba (2010)
- Niní: La Busqueda : présentation en el Gran Rex (2010)
- ¿Y donde esta papá? (Mais où est papa ?, 2011)